# Testamentuitvoerder
De testamentuitvoerder (Frans: exécuteur testamentaire) is een rechtsfiguur uit het Belgische giftenrecht op grond waarvan een testator een persoon kan aanduiden die zijn of haar testament moet uitvoeren. De testamentuitvoerder wordt geregeld in de artikelen 4.211 tot 4.214 van het Belgisch Burgerlijk Wetboek (BW). Het Nederlandse erfrecht kende tot 2003 een zelfde rechtsfiguur met als taak de uiterste wilsbeschikkingen van erflater uit te voeren, deze functie is met invoer van het huidige recht in 2003 helemaal afgeschaft. Sindsdien is er de executeur met als wettelijke taken het beheer van de nalatenschap en voldoening van de schulden. Een benoeming als testamentuitvoerder in een Nederlands testament opgesteld onder oud recht, bij overlijden na invoer van het huidige recht, wordt op grond van het overgangsrecht omgezet naar de nieuwe functie van beheersexecuteur. Ook verder verschillen zowel de regels als de betekenis van begrippen in beide landen sindsdien wezenlijk van elkaar.

## Omschrijving

### Mogelijkheden
De testator heeft de mogelijkheid om een of meerdere testamentuitvoerders aan te stellen in een document dat voldoet aan de vormvereisten voor een testament (art. 4.211, eerste lid BW). De testamentuitvoerder wordt een lasthebber; hij dient te waken over de naleving van het testament, de laatste wil van de testator. De rol is beperkt omdat niet de testamentuitvoerder maar de ergenamen bij overlijden van de testator automatisch eigenaar zijn geworden van de nalatenschap (‘le mort saisit le vif’).
De testamentuitvoerder is de vertegenwoordiger van de testator, en doet het nodige om de legaten uit te keren (bv. roerende goederen te gelde maken). Hij is niet gehouden tot betaling van het passief, of tot het beheer van de nalatenschap.
Iemand die onbekwaam is, kan echter geen testamentuitvoerder zijn. Ook een minderjarige kan geen testamentuitvoerder zijn, zelfs niet met machtiging van de voogd of de curator (art. 4.211, tweede en derde lid BW).

### Bezitsrecht
De testator kan de testamentuitvoerder het bezit verlenen van een deel of het geheel van de roerende nalatenschapsgoederen, maar niet van de onroerende nalatenschapsgoederen. Bovendien kan dit bezit niet langer duren dan één jaar na het overlijden van de testator. Als de testator echter het bezitsrecht niet heeft toegekend aan de testamentuitvoerder, dan kan deze laatste het bezitsrecht ook niet eisen (art. 4.212, §1 BW).
De erfgenaam kan het bezit beëindigen als hij aan de testamentuitvoerder een som ter hand stelt die voldoende is om de roerende legaten uit te keren, of als hij bewijst dat deze legaten reeds zijn uitgekeerd (art. 4.212, §2 BW).

### Opdracht en bevoegdheden
De wet kent aan de testamentuitvoerder volgende opdrachten en bevoegdheden toe (art. 4.213, §1 BW):
- het verzegelen van de nalatenschap, als er zich onder de erfgenamen vermoedelijk afwezige erfgenamen, minderjarigen of meerderjarige beschermde personen bevinden die onbekwaam zijn verklaard om de nalatenschap te aanvaarden;
- het opmaken van een boedelbeschrijving van de nalatenschapsgoederen in aanwezigheid van de vermoedelijke erfgenamen;
- de verkoop van de roerende goederen als er niet voldoende geld voorhanden is om de legaten uit te keren;
- zorg dragen voor de uitvoering van het testament. Als er een geschil ontstaat omtrent de uitvoering van het testament, dan kan hij tussenkomen in de procedure om de geldigheid van het testament te bepleiten.

Een jaar na het overlijden van de testator moet de testamentuitvoerder rekening en verantwoording afleggen van zijn beheer (art. 4.213, §1, vijfde lid BW).
Als de testamentuitvoerder zelf komt te overlijden, dan gaan zijn bevoegdheden niet over op zijn erfgenamen (art. 4.123, §2 BW).
Als er meerdere testamentuitvoerders zijn, dan kan elkeen van hen individueel handelen, zonder medewerking van de anderen. Zij zijn hoofdelijk aansprakelijk voor de roerende goederen die hun zijn toevertrouwd, tenzij de testator hun werkzaamheden heeft verdeeld en ieder van hen zich tot de hem opgedragen taak heeft beperkt (art. 4.123, §3 BW).

### Kosten
De kosten die de testamentuitvoerder heeft gemaakt voor de verzegeling, de boedelbeschrijving, de rekening en verantwoording, alsook de verdere uitgaven in verband met zijn werkzaamheden, komen ten laste van de nalatenschap (art. 4.214 BW).

## Geschiedenis
De figuur van de testamentuitvoerder is ontstaan binnen de Rooms Katholieke Kerk en was geregeld in het kerkelijk recht. De testamentuitvoerder beschikte over een ruim palet aan bevoegdheden en privileges. Gelovigen werd bijgebracht dat men door middel van schenkingen en legaten aan de Kerk een plaatsje in het hiernamaals kon reserveren. Opdat de schenking geldig zou zijn, was een daadwerkelijke overdracht aan de begunstigde noodzakelijk (de traditio). Omdat deze schenkingen regelmatig op het sterfbed plaatsvonden, vroeg men aan een vertrouwenspersoon de traditio uit te voeren.
De regels inzake onwaardigheid werden aanvankelijk geregeld door de artikelen 1025 tot 1034 van het Oud Burgerlijk Wetboek. Bij de invoering van boek 4 in het Burgerlijk Wetboek in 2022 werden deze regels hernomen in de artikelen 4.6 tot 4.9 BW.